# Zapis łańcuchowy strzałek Conwaya
Zapis łańcuchowy strzałek Conwaya (również notacja łańcuchowa Conwaya), stworzona przez matematyka Johna Hortona Conwaya i Richarda Kennetha Guya, jest sposobem wyrażania pewnych dużych liczb. Składa się ze skończonej sekwencji dodatnich liczb całkowitych oddzielonych przez strzałkę w prawo, np. 4 → 5 → 6 → 7 → 9.
Jak w przypadku większości notacji kombinatorycznych, definicja jest rekursywna.

## Definicja
„Łańcuch Conwaya” jest zdefiniowany następująco:
1. Każda dodatnia liczba całkowita jest łańcuchem o długości 1.
2. Łańcuch o dowolnej długości n, po którym następuje znak strzałki (→) i dowolna liczba całkowita, razem tworzy łańcuch o długości {\displaystyle n+1}

Każdy łańcuch reprezentuje liczbę całkowitą, zgodnie z czterema zasadami poniżej. Mówimy, że łańcuchy są równoważne, jeśli reprezentują tę samą liczbę.
1. {\displaystyle a\to b=a^{b}}
2. {\displaystyle a\to b\to c=a\underbrace {\uparrow \ldots \uparrow } _{c}b}
3. {\displaystyle a\to \ldots \to b\to 1=a\to \ldots \to b,} jeśli ostatnim elementem jest 1, można ją usunąć
4. {\displaystyle a\to \ldots \to b\to 1\to c=a\to \ldots \to b,} całą sekwencję po jedynce można usunąć
5. {\displaystyle a\to \ldots \to b\to c\to d=a\to \ldots \to b\to (a\to \ldots \to b\to (c-1)\to d)\to (d-1)}

## Przykłady
Rozważmy teraz trzy przykłady:
{\displaystyle 2\to 2\to 2\to 2=2\to 2\to (2\to 2\to 1\to 2)\to 1=2\to 2\to (2\to 2)\to 1=2\to 2\to 4\to 1=2\uparrow \uparrow \uparrow \uparrow 2=4}
{\displaystyle 3\to 3\to 2=3\uparrow \uparrow 3=7.625.597.484.987}
{\displaystyle 3\to 3\to 2\to 2=}
{\displaystyle =3\to 3\to (3\to 3\to 1\to 2)\to 1=}
{\displaystyle =3\to 3\to (3\to 3\to 1\to 2)=}
{\displaystyle =3\to 3\to (3\to 3)=}
{\displaystyle =3\to 3\to (3^{3})=}
{\displaystyle =3\to 3\to 27=}
{\displaystyle =3\uparrow ^{27}3>g(1),} zobacz liczba Grahama

## Funkcja CG
Używając notacji łańcuchowej, Conway i Guy stworzyli nową funkcję podobną do funkcji Ackermanna. Oto jej definicja:
{\displaystyle cg(n)=\underbrace {n\to n\to \ldots \to n\to n} _{n},} Funkcja daje wartości identyczne do liczb Ackermanna dla n od 1 do 3.
Wiadomo, że cg(4) {\displaystyle (4\to 4\to 4\to 4)} jest znacznie większa od Liczby Grahama, która leży między {\displaystyle 3\to 3\to 64\to 2,} a {\displaystyle 3\to 3\to 65\to 2.}
Dowód:
Najpierw zdefiniujmy funkcję: {\displaystyle f(n)=3\to 3\to n=3\underbrace {\uparrow \uparrow \ldots \uparrow \uparrow } _{n}3,} która może być użyta do zdefiniowania liczby Grahama jako: {\displaystyle G=f^{64}(4),} możemy więc rozposać:
{\displaystyle f^{64}(1)=3\to 3\to (3\to 3\to (\cdots (3\to 3\to (3\to 3\to 1))\cdots )),} z 64 {\displaystyle 3\to 3.}
{\displaystyle =3\to 3\to (3\to 3\to (\cdots (3\to 3\to (3\to 3)\to 1)\cdots )\to 1)\to 1}
{\displaystyle =3\to 3\to 64\to 2,}
{\displaystyle f^{64}(27)=3\to 3\to (3\to 3\to (\cdots (3\to 3\to (3\to 3\to 27))\cdots ))}
{\displaystyle =3\to 3\to (3\to 3\to (\cdots (3\to 3\to (3\to 3\to (3\to 3)))\cdots ))}
{\displaystyle =3\to 3\to 65\to 2}
Można więc stwierdzić, że liczba Grahama leży między {\displaystyle f^{64}(1),} a {\displaystyle f^{64}(27).}

## Rozszerzenia Petera Hurforda
Peter Hurford rozszerzył strzałki Cowaya o dodatkową zasadę:
{\displaystyle a\to _{c}b=\underbrace {a\to _{c-1}a\to _{c-1}\ldots \to _{c-1}a\to _{c-1}a} _{b\ \to _{c-1}},} gdzie {\displaystyle \to } przyjmuje formę {\displaystyle \to _{1}.}
Wyrażenia typu: {\displaystyle a\to _{b}c\to _{d}e,} dla {\displaystyle b\neq d} nie istnieją.